# Замостянська сільська рада (Вижницький район)
Замостянська сільська́ ра́да — адміністративно-територіальна одиниця та орган місцевого самоврядування в Вижницькому районі Чернівецької області. Адміністративний центр — село Замостя.

## Загальні відомості
- Населення ради: 2 106 осіб (станом на 2001 рік)

## Населені пункти
Сільській раді були підпорядковані населені пункти:
- с. Замостя

## Склад ради
Рада складалася з 16 депутатів та голови.
- Голова ради: Приймак Андрій Юрійович
- Секретар ради: Данилюк Ганна Іванівна

### Керівний склад попередніх скликань
| Прізвище, ім'я, по батькові | Основні відомості                                                                             | Дата обрання | Дата звільнення |
| --------------------------- | --------------------------------------------------------------------------------------------- | ------------ | --------------- |
| Вірста Георгій Михайлович   | Сільський голова, 1964 року народження, член Соціал-демократичної партії України (об'єднаної) | 26.03.2006   | 31.10.2010      |
| Приймак Андрій Юрійович     | Сільський голова, 1982 року народження, освіта вища, безпартійний                             | 31.10.2010   |                 |

Примітка: таблиця складена за даними сайту Верховної Ради України

### Депутати
За результатами місцевих виборів 2010 року депутатами ради стали:

#### За суб'єктами висування
| Суб'єкт висування                                       | Кількість обраних депутатів | %    |
| ------------------------------------------------------- | --------------------------- | ---- |
| Самовисування                                           | 10                          | 62,5 |
| Політична партія Всеукраїнське об'єднання «Батьківщина» | 5                           | 31,3 |
| Соціал-демократична партія України                      | 1                           | 6,3  |

#### За округами
| № округу                                                | Прізвище, ім'я, по батькові  | Дата визнання обраним | Освіта  | Партійна приналежність                        | Відомості про обраного депутата                                 |
| ------------------------------------------------------- | ---------------------------- | --------------------- | ------- | --------------------------------------------- | --------------------------------------------------------------- |
| Політична партія Всеукраїнське об'єднання «Батьківщина» |                              |                       |         |                                               |                                                                 |
| 7                                                       | Данилюк Ганна Іванівна       | 03.11.2010            | вища    | позапартійна                                  | Замостянська сільська рада, секретар                            |
| 9                                                       | Купчук Олена Василівна       | 03.11.2010            | середня | позапартійна                                  | Замостянська сільська рада, бухгалтер                           |
| 11                                                      | Данилюк Тетяна Михайлівна    | 03.11.2010            | середня | позапартійна                                  | Замостянська сільська рада, начальник відділу                   |
| 12                                                      | Вірста Євдокія Дмитрівна     | 03.11.2010            | середня | позапартійна                                  | пенсіонер                                                       |
| 16                                                      | Кузик Наталія Іванівна       | 03.11.2010            | вища    | член Всеукраїнського об'єднання «Батьківщина» | Замостянський БНТД, директор                                    |
| Соціал-демократична партія України                      |                              |                       |         |                                               |                                                                 |
| 15                                                      | Вірста Василь Михайлович     | 03.11.2010            | середня | член Соціал-демократичної партії України      | Чернівецький національний університет ім. Ю Федьковича, студент |
| Самовисування                                           |                              |                       |         |                                               |                                                                 |
| 1                                                       | Баланюк Наталія Миколаївна   | 03.11.2010            | вища    | позапартійна                                  | Замостянська загальноосвітня школа І-ІІІ ст., вчитель           |
| 2                                                       | Вірста Галина Василівна      | 03.11.2010            | вища    | член Партії регіонів                          | Вижницька РДА, бухгалтер                                        |
| 3                                                       | Гакман Олена Михайлівна      | 03.11.2010            | середня | позапартійна                                  | пенсіонер                                                       |
| 4                                                       | Маковей Марія Степанівна     | 03.11.2010            | вища    | член Аграрної партії України                  | Вашківецьке дослідне господарство, бухгалтер                    |
| 5                                                       | Найда Тетяна Георгіївна      | 03.11.2010            | середня | позапартійна                                  | Замостянський дошкільний навчальний заклад, кухар               |
| 6                                                       | Максимюк Юрій Іванович       | 14.11.2010            | середня | позапартійний                                 | підприємець                                                     |
| 8                                                       | Томаш Микола Васильович      | 14.11.2010            | середня | позапартійний                                 | студент                                                         |
| 10                                                      | Семенюк Олександр Михайлович | 03.11.2010            | середня | позапартійний                                 | тимчасово не працює                                             |
| 13                                                      | Вірста Михайло Васильович    | 03.11.2010            | середня | позапартійний                                 | СТОВ «Левада», водій                                            |
| 14                                                      | Кушнірюк Марія Василівна     | 03.11.2010            | вища    | позапартійна                                  | тимчасово не працює                                             |

## Населення
Згідно з переписом УРСР 1989 року чисельність наявного населення сільської ради становила 3062 особи, з яких 1389 чоловіків та 1673 жінки.
За переписом населення України 2001 року в сільській раді мешкали 2102 особи.

### Мова
Розподіл населення за рідною мовою за даними перепису 2001 року:
| Мова       | Відсоток |
| ---------- | -------- |
| українська | 99,62 %  |
| російська  | 0,28 %   |
| румунська  | 0,09 %   |